# Ouled Mimoun
Ouled Mimoun är en ort i Algeriet.   Den ligger i provinsen Tlemcen, i den norra delen av landet, 400 km sydväst om huvudstaden Alger. Ouled Mimoun ligger 700 meter över havet och antalet invånare är 33 888.
Terrängen runt Ouled Mimoun är kuperad åt sydväst, men åt nordost är den platt. Terrängen runt Ouled Mimoun sluttar norrut. Runt Ouled Mimoun är det ganska tätbefolkat, med 96 invånare per kvadratkilometer. Det finns inga andra samhällen i närheten. Omgivningarna runt Ouled Mimoun är i huvudsak ett öppet busklandskap.